# Cistus incanus

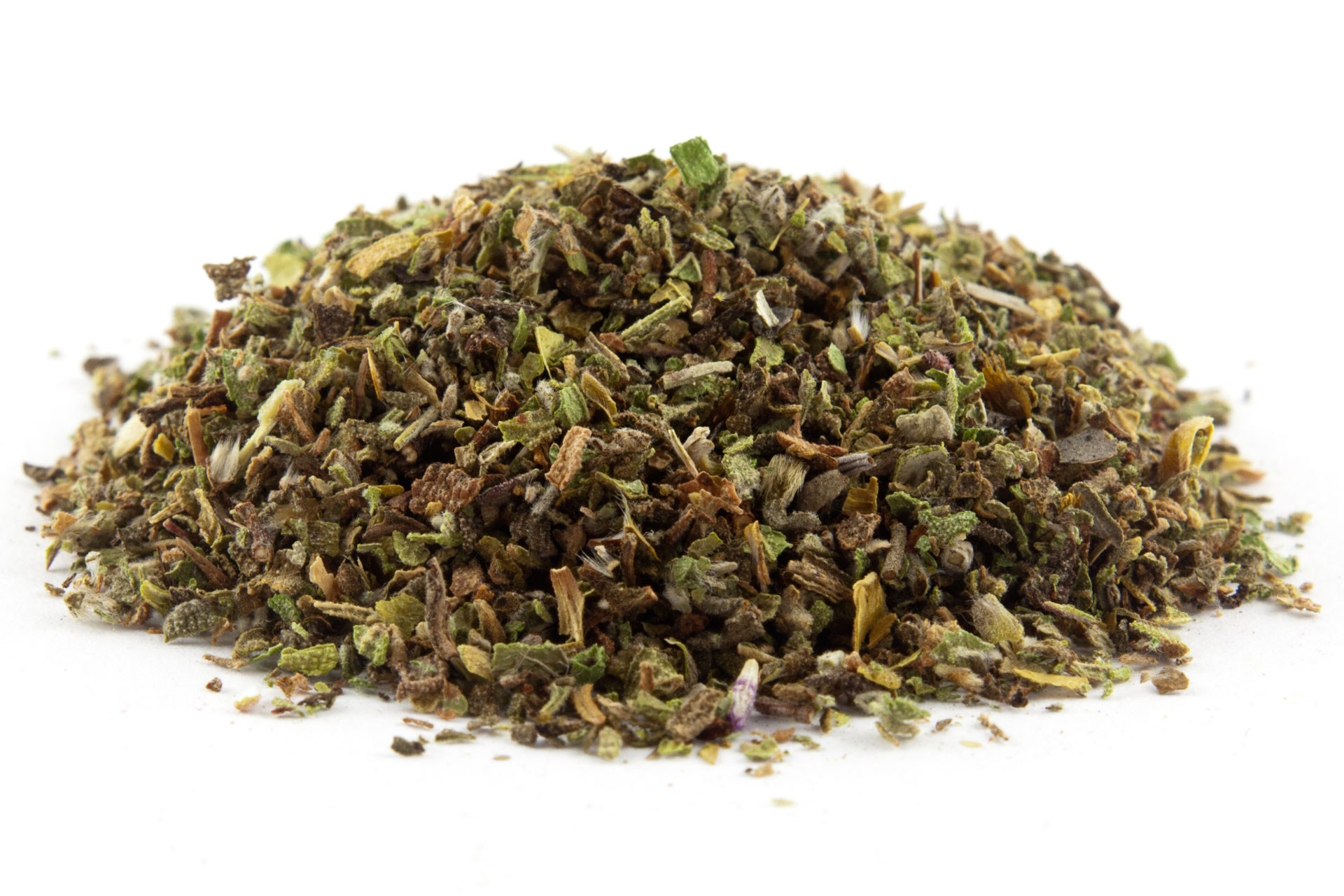
Gedroogde cistus voor thee

Cistus incanus is een plant uit de zonneroosjesfamilie (Cistaceae).
Deze cistusroos is een typische plant uit de mediterrane omgeving, de maquisbiotoop.
De rijk vertakte, groenblijvende struik komt het meest voor in het oosten van het Middellandse Zeegebied. De plant wordt tot 1 m hoog. De takken en bladeren hebben een fluweelachtige beharing. De bladeren zijn groen tot grijsgroen. De bladvorm is eirond met een gladde of golvende rand. De bladnerven zijn van boven ingedrukt en onder geribbeld. De bloeiwijze is eindstandig. De bloemen met een doorsnede tot 6 cm hebben roze, wat kreukelige bloembladeren. Het hart is geel. De bloeitijd is van april tot juni. De zaaddoos is opgebouwd uit vijf segmenten.

## Gebruik
In Griekenland wordt deze plant in gedroogde vorm gebruikt als kruidenthee. De 'thee' is ook elders in Europa te verkrijgen in apotheken en natuurvoedingswinkels. Aan deze infusie wordt door liefhebbers een medicinale, met name antivirale, werking toegeschreven die echter wetenschappelijk niet eenduidig bevestigd is. De plant bevat veel polyfenol (o.a. proanthocyanidine en flavonoïde) die werken als adstringentia. De infusie kan inwendig en uitwendig gebruikt worden en wordt onder andere toegepast ter behandeling van diarree, huidziektes en ook tegen griep.

## Ondersoorten
- Cistus incanus subsp. incanus
- Cistus incanus subsp. corsicus
- Cistus incanus subsp. creticus

## Afbeeldingen

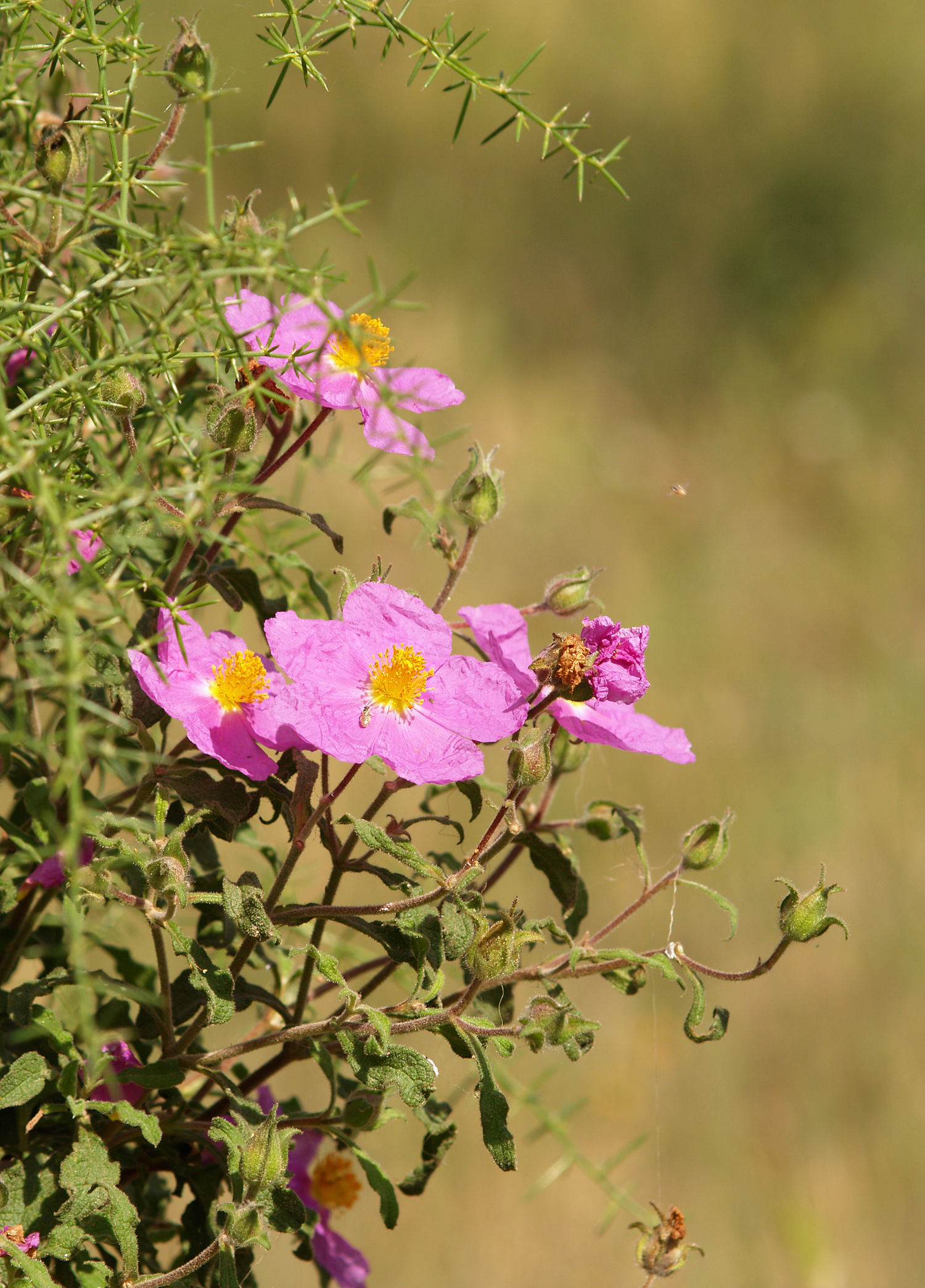
Kretaanse cistus
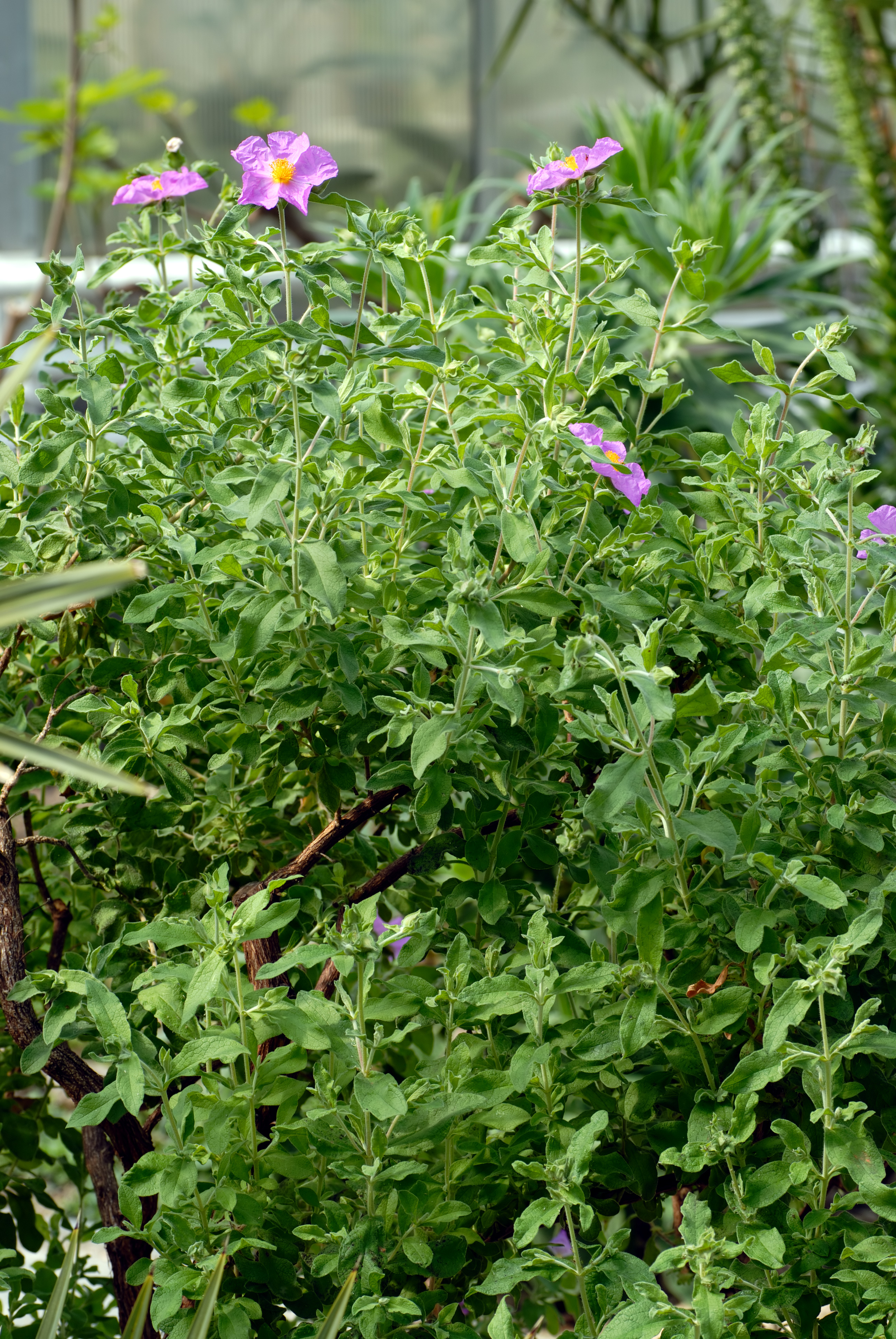
Planten
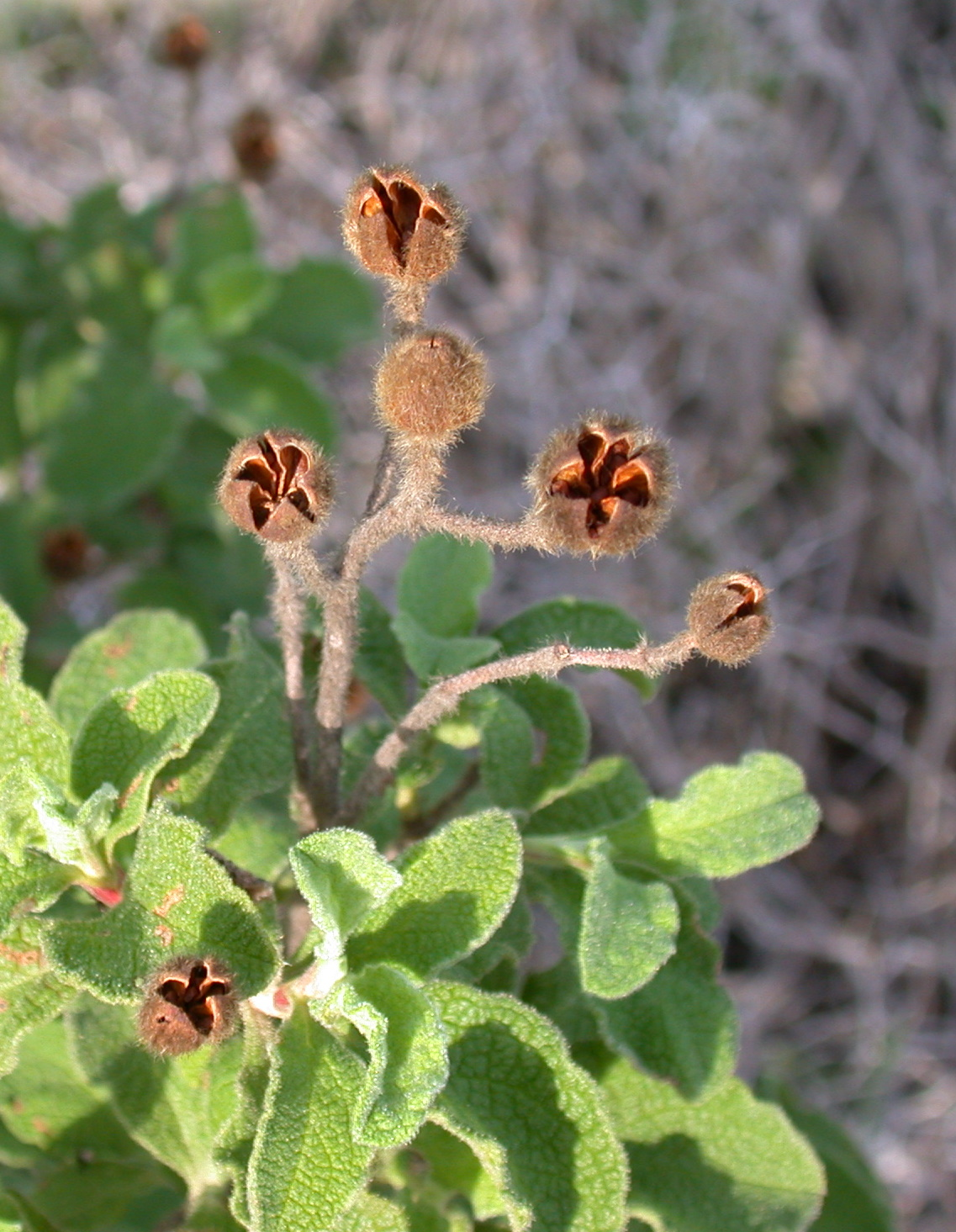
Bladeren en geopende zaaddozen

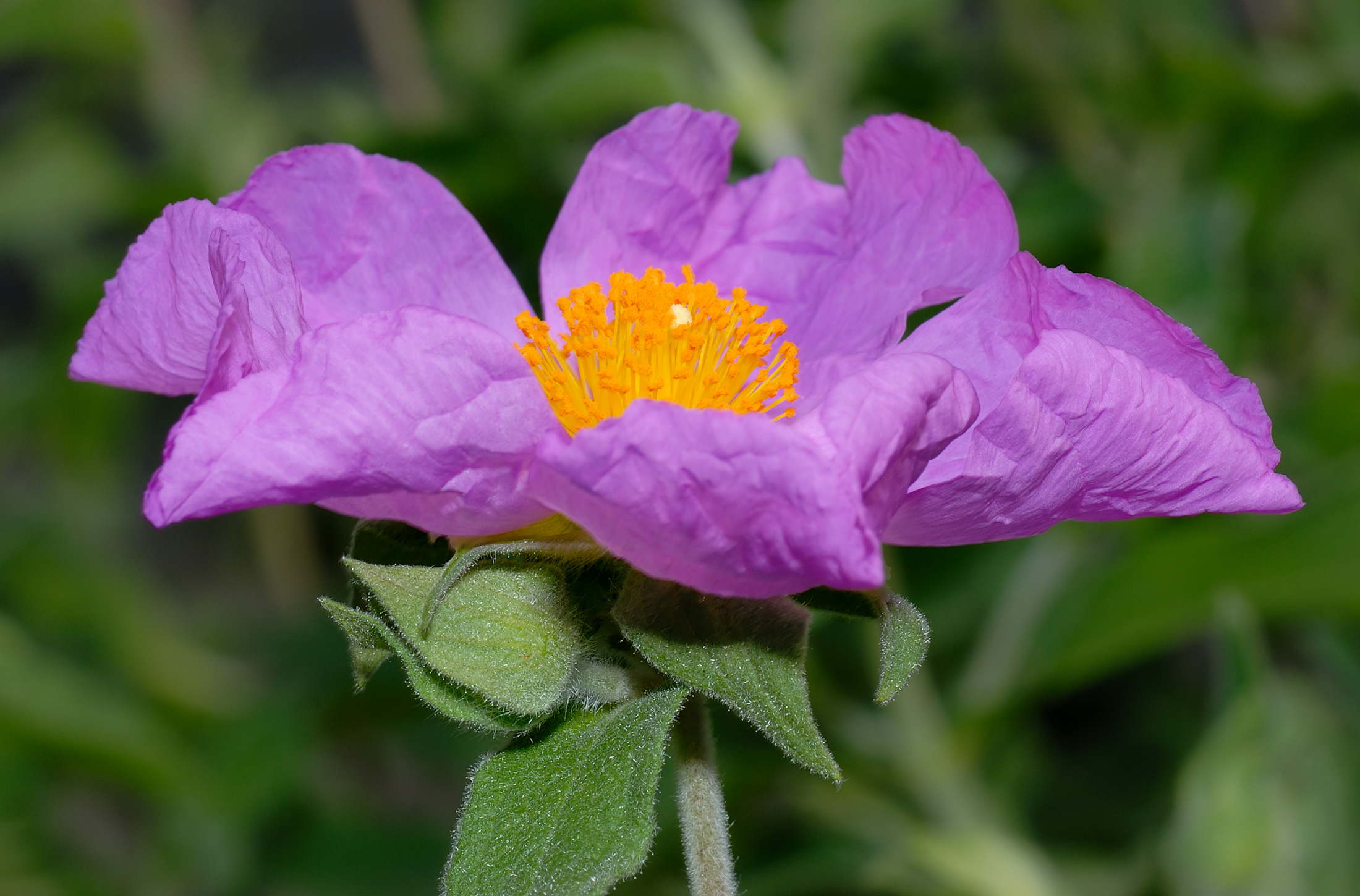
Detailopname van de bloem
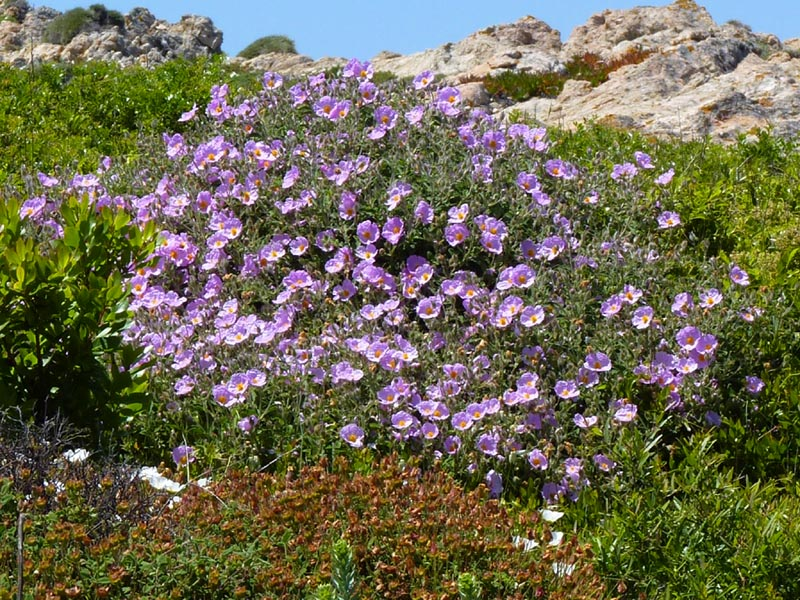
Struikvorm van de Corsicaanse ondersoort
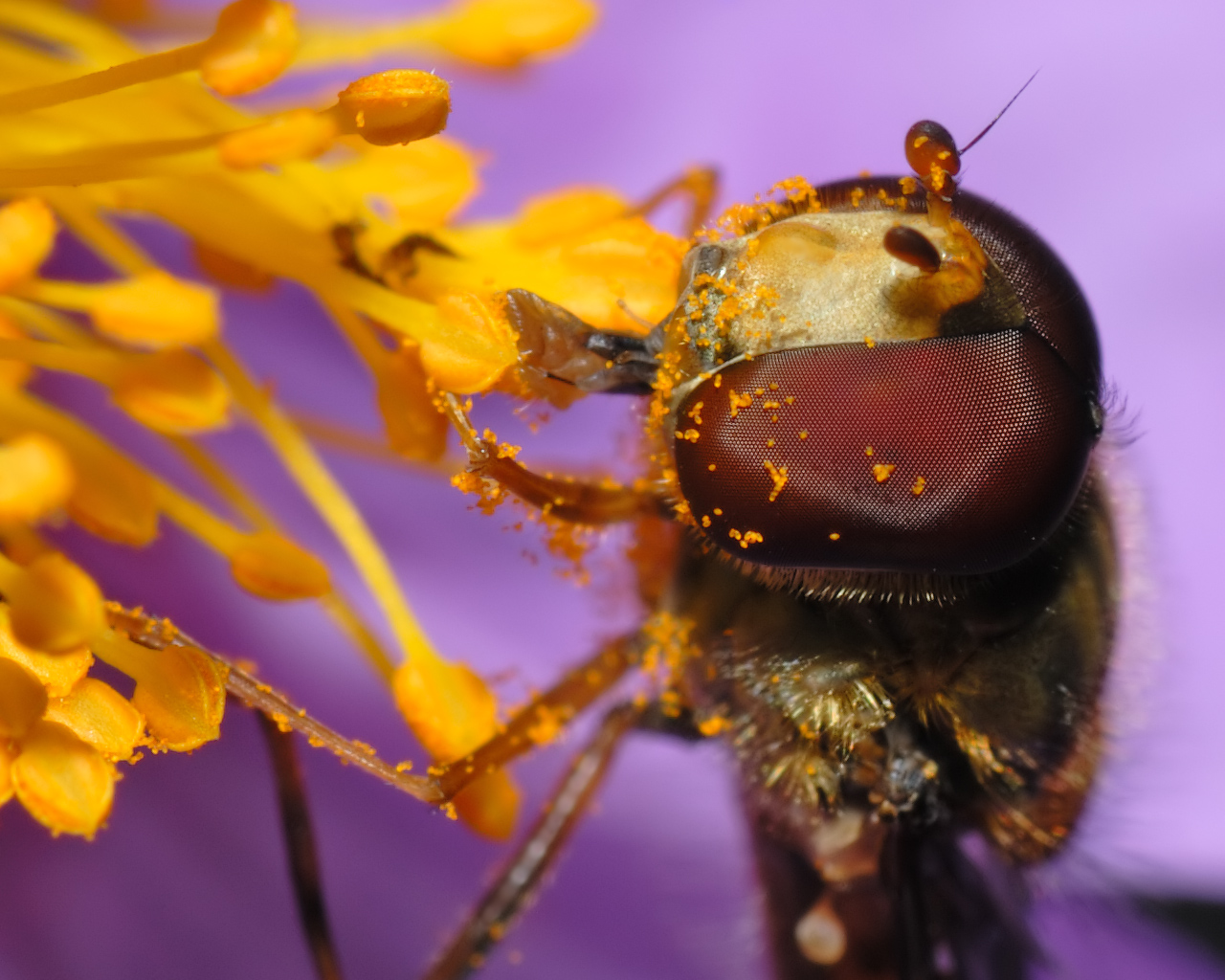
Snorzweefvlieg bij de bestuiving